# Нарта
45°50′ пн. ш. 16°47′ сх. д. / 45.83° пн. ш. 16.79° сх. д.
Нарта (хорв. Narta) — населений пункт у Хорватії, у Б'єловарсько-Білогорській жупанії у складі громади Штефанє.

## Населення
Населення за даними перепису 2011 року становило 677 осіб.
Динаміка чисельності населення поселення: